# Lijst van vlaggen van Portugal
Dit is een lijst van vlaggen van Portugal.

## Nationale vlag (perFIAV-codering)
|          | Civiele vlag | Staatsvlag | Oorlogsvlag |
| -------- | ------------ | ---------- | ----------- |
| Te land  | · ?          | · ?        | · ?         |
| Te water | · ?          | · ?        | · ?         |

## Vlaggen van bestuurders en bestuurlijke instellingen
| Vlag                                      | Periode | Functie                                   | Beschrijving |
| ----------------------------------------- | ------- | ----------------------------------------- | --- |
| Vlag van de president van Portugal.       |         | Vlag van de president van Portugal.       | Groene vlag met het Portugese wapen in het midden. De hoogte-breedteverhouding is 2:3.                                  |
| Vlag van de eerste minister van Portugal. |         | Vlag van de eerste minister van Portugal. | |
| Vlag van een minister van Portugal.       |         | Vlag van een minister van Portugal.       | |
| Vlag van de Assembleia da República.      |         | Vlag van de Assembleia da República.      | De parlementsvlag is een wit doek (ratio 2:3) met een groene rand. In het midden van de vlag staat het Portugese wapen. |

## Militaire vlaggen
De oorlogsvlag is reeds in de eerste tabel te vinden.
| Vlag                          | Periode | Functie                       | Beschrijving |
| ----------------------------- | ------- | ----------------------------- | --- |
| Geus van de Portugese marine. |         | Geus van de Portugese marine. | Het wapenschild op een armillarium, net zoals op de nationale vlag. Dit op een rood veld, dat door een groen kader omrand wordt. Het geheel vormt een vierkante vlag. |